# Pheloconus rufovalis
Pheloconus rufovalis – gatunek chrząszcza z rodziny ryjkowcowatych.

## Zasięg występowania
Występuje w Ameryce Środkowej oraz w Brazylii.